# فريدريك إرليندور ستيفانسون
فريدريك إرليندور ستيفانسون مواليد 6 أكتوبر 1976 في آيسلندا، هو لاعب كرة سلة أيسلندي معتزل. بدأ مسيرته الاحترافية في سنة 1993. يبلغ طوله 6 قدم 8 بوصة (2.0 م). اعتزل اللعب في 2015. لعب مع نادي ريكيافيك لكرة السلة في الدوري الأيسلندي لكرة السلة.